# Psychotria moyobambana
Psychotria moyobambana är en måreväxtart som beskrevs av Paul Carpenter Standley. Psychotria moyobambana ingår i släktet Psychotria och familjen måreväxter. Inga underarter finns listade i Catalogue of Life.